# Helmut Liese
Helmut Ernst Liese (* 7. Juni 1908 in Opladen; † 6. Februar 1996 in Wiesbaden) war ein deutscher Jurist und Landrat.

## Leben und Wirken
Nach dem Schulbesuch studierte er Recht an der Universität Tübingen und promovierte dort 1934 zum Dr. jur. Das Thema seiner Dissertation lautete Die condictio indebiti des öffentlichen Rechts und der Rechtsweg.
Zum 1. Mai 1933 trat Liese der NSDAP bei (Mitgliedsnummer 2.392.181). Im nationalsozialistischen Deutschen Reich stieg er zum Regierungsrat auf und wurde nach der deutschen Besetzung der Grenzgebiete der Tschechoslowakei infolge des Münchner Abkommens im Oktober 1938 und der Bildung des Reichsgau Sudetenland beim Landratsamt Tepl tätig. Im August 1939 wurde er kommissarisch als Landrat im Landkreis Bischofteinitz eingesetzt. Nach dem deutschen Überfall auf Polen und dem Ausbruch des Zweiten Weltkrieges im September 1939 wurde er als Landkommissar in Kosten eingesetzt und später zum Kreishauptmann und Kreisleiter der NSDAP vom Landkreis Kosten (Wartheland) ernannt.